# Joe Tofflemire
Joseph Salvatore Tofflemire, detto Joe (Los Angeles, 7 luglio 1965 – Coeur d'Alene, 27 settembre 2011), è stato un giocatore di football americano statunitense che ha militato nel ruolo di centro nella National Football League (NFL).

## Carriera
Tofflemire fu scelto dai Seattle Seahawks nel corso del secondo giro (44º assoluto) del Draft NFL 1989. Disputò come titolare tutte le 16 gare del 1992 subentrando come centro a Grant Feasel. Tofflemire si infortunò l'anno seguente e fu sostituito da Ray Donaldson come titolare nel resto della sua carriera NFL tormentata dagli infortuni. Si ritirò dopo la stagione 1994 non volendo accettare una riduzione salariale, ponendo termine a una carriera che era attesa di alto livello dopo la sua uscita dal college.